# Loi Faure
Pour les articles homonymes, voir Faure.
Lire en ligne

loi sur Légifrance

La loi du 12 novembre 1968 d'orientation de l'enseignement supérieur dite loi Faure, en référence au ministre français de l'Éducation nationale Edgar Faure, est une loi française qui réforme administrativement l'université en accordant une autonomie renforcée aux établissements, en supprimant les facultés, et en créant les unités d'enseignement et de recherche (UER) ainsi qu'un « Conseil universitaire » auquel participent des délégués des étudiants, des techniciens (BIATOSS) et des administratifs, ainsi que de personnalités extérieures (élus locaux, entrepreneurs,  syndicalistes). Elle encourage également à la pluridisciplinarité en intégrant des activités d'enseignement et de recherche via le statut d'enseignant-chercheur. La loi d'orientation marque ainsi une rupture dans l'enseignement français en intégrant certaines revendications de mai 68 comme la participation à la gestion des établissements de l'ensemble des acteurs de l'enseignement et la facilitation de l'interdisciplinarité.

## Contexte politique
Du côté des universités, le contexte de la nouvelle loi est largement celui qui prévalait déjà quelques années auparavant lorsqu'est engagée la réforme Fouchet des universités. 
L'enseignement supérieur a vu, depuis 1945, ses effectifs croître fortement, par l'effet de sa démocratisation et de sa féminisation, conjugué à celui du baby-boom. L'exécutif, que ce soit sous la Quatrième ou sous la Cinquième, ne reste pas inactif. De nouveaux bâtiments modernes sont construits, et de nouveaux centres universitaires s'ouvrent, tant en région parisienne qu'en province. Les effectifs de personnels croissent également, et leurs statuts connaissent de premières évolutions. Ces mesures quantitatives apparaissent vite insuffisantes : en 1967, la faculté des lettres de Montpellier, conçue pour 600 places, compte quelque 4 000 étudiants. 
La réforme Fouchet se veut une réponse à ces nouveaux défis de l'enseignement supérieur. Elle avait notamment créé dans les années 1960 le « diplôme universitaire d’études littéraires (DUEL) » et le « diplôme universitaire d’études scientifiques (DUES) ». Mais cette réforme est contestée dans l'année d'avant Mai 68 et encore pendant ce mouvement. 
Mais il est un aspect sur lequel peu de choses ont évolué, non seulement depuis 1945, mais, à bien des égards, depuis la loi Louis Liard de 1896 : le fonctionnement de l'université et la répartition du pouvoir en son sein. Ce fonctionnement donne un poids important aux recteurs et aux doyens des facultés, mais de nombreuses décisions doivent remonter au ministre. Les professeurs sont très présents dans les instances de l'université, où les étudiants n'ont presque pas la parole.

## Adoption de la loi

### Élaboration du projet
En 1968, après les événements de mai et les élections législatives anticipées, on confia à Edgar Faure le poste délicat de ministre de l'Éducation nationale. Dès le 24 juillet, le ministre annonce aux députés la loi d'orientation. Il participe directement à l'écriture du projet, plusieurs des projets successifs étant écrits de sa main. À ses côtés, quelques hommes, le directeur de cabinet Michel Alliot, l'inspecteur des finances Jacques de Chalendar, qui avait été présent lors de l'occupation de la Sorbonne puis de l'Odéon, et Jean Sirinelli, nouveau directeur des enseignements supérieurs, sont eux aussi très actifs dans cette préparation. Mais le ministre doit, à plusieurs reprises, défendre ses positions auprès du Premier ministre Maurice Couve de Murville et du général de Gaulle.
Dès le lendemain des élections, et avant même le discours du 24 juillet, avait été envisagée l'hypothèse d'une loi courte, avec quelques articles fixant les principes, laissant une phase d'expérimentation aux établissements, demandant au Parlement de laisser le Gouvernement élaborer ensuite les réformes par ordonnances ; toutefois cette hypothèse est définitivement écartée le 7 août. Quatre réunions tenues au ministère entre le 9 et le 27 août permettent d'examiner les différents thèmes de la future loi, mais ces réunions se tiennent dans une ambiance de remue-méninges et les textes qui en résultent sont encore peu élaborés. Entre le 2 septembre, date d'un conseil restreint à l'Élysée, et l'adoption en conseil des ministres le 19, pas moins de treize versions auront été préparées entre le ministère, Matignon et le Conseil d'État (section de l'Intérieur puis assemblée générale). 
Plusieurs aspects du projet ont rapidement fait consensus au sein de l'exécutif. Tel est le cas du schéma général d'organisation des nouvelles universités : des établissements publics « à caractère scientifique, culturel et technologique », constituées d'unités d'enseignement et de recherche, et dont les conseils seraient composés majoritairement d'élus issus des personnels et des étudiants. C'est le cas aussi de la création d'un CNESER autonome et de conseils régionaux. D'autres dispositions en revanche nécessitent des arbitrages. Parmi les missions des universités, la question de la formation des maîtres fait débat, le ministère des Finances ne voulant pas que cela conduise à faire passer les instituteurs en catégorie A. Les missions du futur CNESER sont aussi discutées : dans les premières versions, il devait disposer de larges pouvoirs d'initiative. Le général de Gaulle intervient pour le contenir dans un strict rôle consultatif. S'agissant de la mise en place du nouveau régime, le projet d'Edgar Faure prévoyait que les mesures soient prises par arrêtés. Il est finalement décidé d'en passer par des décrets, pour laisser à l'interministériel et surtout au Premier ministre un droit de regard sur la constitution des nouveaux établissements. Quant à l'intégration des grandes écoles dans le nouveau dispositif, que seul le ministère de l'Agriculture accepte, elle devient rapidement une simple éventualité.

### Passage au Parlement
Le projet d'Edgar Faure surprit la classe politique, qui la vota à l'unanimité en première lecture, aussi bien à gauche qu'à droite (les communistes s'abstenant). La gauche non communiste approuve globalement une loi qui va dans le sens de l'autonomie des universités et rejoint ainsi une partie de son programme. C'est le cas également du groupe Progrès et démocratie moderne, qui n'avait pas encore rejoint la majorité. 
Au sein de cette majorité, les Républicains indépendants et les gaullistes de gauche sont parmi les plus enthousiastes, pour des raisons semblables à celles de la gauche. Il en va différemment des gaullistes « historiques » qui trouvent globalement que la réforme va trop loin, et risque de donner aux étudiants la possibilité de relancer la contestation. C'est surtout le fonctionnement programmé des universités et le poids des étudiants dans les conseils qui passent le moins bien : « Il y a trop peu d'autonomie et peu de participation » selon le résumé que fait Edgar Faure des critiques formulées par ces parlementaires. Ces députés vont donc amender la loi, notamment dans les dispositions relatives à la composition des conseils. Là où le projet prévoyait le même nombre de représentants des enseignants et des étudiants, la version finale donne une prééminence aux enseignants. Ainsi les professeurs et maîtres de conférences doivent avoir 60 % des sièges des enseignants tout en ayant autant de poids que les étudiants, ce qui répond à cet objectif. 
Mais le succès de la loi tient aussi largement à l'habileté d'Edgar Faure, qui laisse amender son texte sur certains points pour sauvegarder l'essentiel, mais aussi au fort soutien que le général de Gaulle lui porte. Néanmoins, certains députés gaullistes comme Christian Fouchet, ancien ministre de l'Éducation nationale et Alexandre Sanguinetti, qui étaient en désaccord avec les principes de la loi, sans aller jusqu'à voter contre, se sont abstenus. 

## Contenu de la loi
« Les [universités] ont pour mission fondamentale l'élaboration et la transmission de la connaissance, le développement de la recherche et la formation des hommes.
Les universités doivent s'attacher à porter au plus haut niveau et au meilleur rythme de progrès les formes supérieures de la culture et de la recherche et à en procurer l'accès à tous ceux qui en ont la vocation et la capacité.
Elles doivent répondre aux besoins de la nation en lui fournissant des cadres dans tous les domaines et en participant au développement social et économique de chaque région. Dans cette tâche, elles doivent se conformer à l'évolution démocratique exigée par la révolution industrielle et technique. ».

Le Conseil national de l'enseignement supérieur et de la recherche est créé.
Le recteur d'académie, chancelier des universités, assure la coordination de l'enseignement supérieur et des autres enseignements, notamment en ce qui concerne l'organisation de la formation des maîtres.
Les établissements publics à caractère scientifique et culturel et les unités d'enseignement et de recherche groupées par ces établissements déterminent leurs statuts, leurs structures internes et leurs liens avec d'autres unités universitaires. Les universités, les établissements publics à caractère scientifique et culturel indépendants des universités, les unités d'enseignement et de recherche, dotées ou non du statut d'établissements publics à caractère scientifique et culturel, ainsi que les établissements publics rattachés à une université, sont administrés par un conseil élu et dirigés par un directeur élu par ce conseil.

## Mise en place
La mise en œuvre de la réforme est fixée par le titre VIII de la loi. L'article 39 fixe ainsi le 31 décembre 1968 comme date butoir pour l'établissement de la liste provisoire des unités d'enseignement et de recherche destinées à constituer les différentes nouvelles universités. Chaque unité d'enseignement et de recherche est amenée à élire des délégués représentant les différentes catégories d'employés et les étudiants. L'article 40 donne pour mission aux délégués des unités d'en élaborer les statuts et de désigner les délégués de l'unité à l'assemblée constitutive provisoire de l'université. Le recteur est chargé d'approuver provisoirement les statuts de l'unité. L'article 41 donne pour mission à l'assemblée constitutive provisoire d'établir les statuts de l'université et de désigner leurs représentants au Conseil national. Les statuts de l'université devront être approuvés par le ministre de l'Éducation nationale. La composition des universités en unités est faite par arrêté ministériel. Le statut d'établissement public à caractère scientifique et culturel est conféré par décret aux universités dont les statuts ont été approuvés. 
La liste des 648 unités provisoires est ainsi établie par arrêté du 31 décembre 1968. Les universités sont ensuite constituées d'unités définies par l'arrêté du 31 décembre 1968, d'unités créées par transformation ou division d'unités définies par cet arrêté, d'unité créées par les arrêtés de constitution et de départements d'enseignement (entité créé par le décret 70-246). 
Lors de la constitution des nouvelles universités, de nombreuses unités sont découpées entre deux universités, c'est le cas d'unités d'études juridiques générales entre Paris I et II, de l'unité de littérature et langue française entre Paris III et IV, d'unité de sciences entre Paris VI et VII.

## Modifications ultérieures
La loi du 12 juillet 1971 aménageant certaines dispositions de la loi Faure permet aux ministres de l’Éducation et de la Santé d’arrêter le nombre des étudiants de première année du premier cycle des études médicales ou odontologiques  admis à entrer en deuxième année du premier cycle. Ce sont alors les capacités formatrices des hôpitaux qui déterminent ces effectifs. Puis la loi du 2 janvier 1979 précise qu’il faut prendre en compte « les besoins de la population »,.
La loi Sauvage du 21 juillet 1980 modifie la composition des conseils universitaires ; toutefois elle est abrogée peu de temps après l’alternance de 1981.
La loi du 26 juillet 1984 « Savary » remplace les dispositions de la loi Faure, mais en gardant les grands principes.
La loi Faure est formellement abrogée par la rédaction du code de l'éducation en 2000.